# Rundhäll

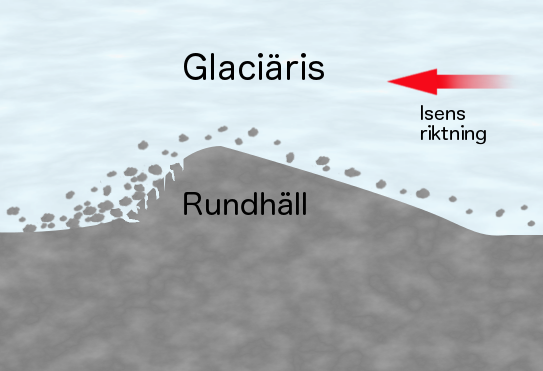
Principen.

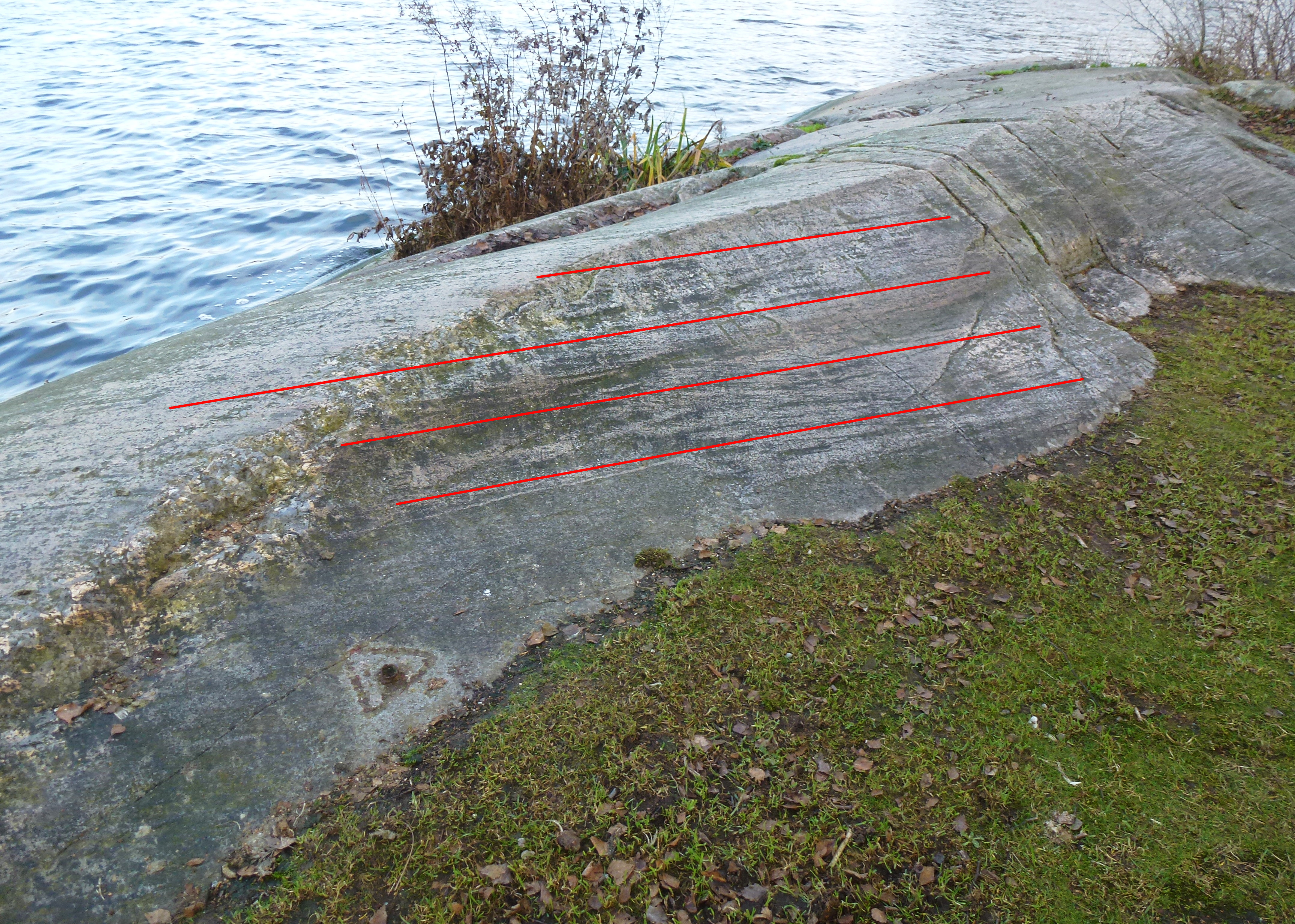
Råstahällen i Solna kommun.

En rundhäll är en sten eller bergkulle som slipats av inlandsisen. Rundhällar är släta, och de är vanliga i Skandinavien.
Vissa kan även ha "repor" eller isräfflor på ovansidan. Dessa skapas om fastfruset grus eller liknande i isens botten dras över stenens yta. Sidan som varit vänd mot isrörelsen, stötsidan, är oftast flackt rundslipad.
Rundhällar skapades då inlandsisens tryck sänkte smältpunkten på isen i botten. Detta gjorde att smältvatten bildades under isen så att isen blev mer instabil och rörlig. Isen började röra sig och slipade under sin färd stötsidan samtidigt som trycket spräckte hällen på läsidan. När smältvatten rann ner i sprickorna och sedan frös till is frostsprängdes hällen och läsidan blev skrovlig.

## Exempel
Vid södra sidan om Råstasjön i Solna kommun finns en rundhäll som är ett naturminne med tre korsande räffelsystem från senaste istiden. På Råstahällen kan man avläsa tre olika riktningar som uppkom under tre tidsperioder, som kan skilja tusentals år från varann. De yngsta räfflorna syns på hällens vänstra del (mot väst) och längst till höger är de äldsta. 